# Sredor
Sredor (Servisch: Средор) is een plaats in de Servische gemeente Vlasotince. De plaats telt 260 inwoners (2002).